# Kalletjärnen
Kalletjärnen är en sjö i Strömsunds kommun i Jämtland och ingår i Indalsälvens huvudavrinningsområde. Sjön har en area på 0,0503 kvadratkilometer och ligger 340 meter över havet.

## Delavrinningsområde
Kalletjärnen ingår i det delavrinningsområde (707287-147139) som SMHI kallar för Mynnar i Öjån. Medelhöjden är 341 meter över havet och ytan är 3,26 kvadratkilometer. Det finns inga avrinningsområden uppströms utan avrinningsområdet är högsta punkten. Vattendraget som avvattnar avrinningsområdet har biflödesordning 4, vilket innebär att vattnet flödar genom totalt 4 vattendrag innan det når havet efter 229 kilometer. Avrinningsområdet består mestadels av skog (85 procent). Avrinningsområdet har 0,05 kvadratkilometer vattenytor vilket ger det en sjöprocent på 1,5 procent.